# فان توان تای
فان توان تای (انگلیسی: Phan Tuấn Tài؛ زادهٔ ۷ ژانویهٔ ۲۰۰۱) بازیکن فوتبال اهل ویتنام است.
وی همچنین در تیم‌های ملی فوتبال زیر ۲۳ سال ویتنام و ویتنام بازی کرده‌است.